# Henri Hérouin
Henri Hérouin (fils), né le 19 février 1876 à Congis-sur-Thérouanne et mort le  	6 janvier 1926 à Pomponne, est un archer français licencié à la Compagnie de Couilly (Seine-et-Marne).
Il obtient le titre de Champion de France au berceau en 1900 (3es championnats du nom).
Il est sacré la même année champion olympique de tir à l'arc en épreuve de cordon doré 50 mètres aux Jeux olympiques d'été de 1900 à Paris, avec 31 coups (2e à 29).
Il remporte aussi une médaille d'or à l'épreuve du championnat du monde, non reconnue par le Comité international olympique.
Le 27 mai 1900 eut lieu en préliminaires à Paris un défilé de 182 compagnies d'archers et d'arbalétriers avec drapeaux. Au vélodrome municipal, 5 jeux d'arc et 3 jeux d'arbalète furent installés; 556 arbalétriers et 4698 archers y participèrent.
Le budget du Président du concours (géré par Octave Jay, 1er Président de la toute nouvelle fédération de tir à l'arc créée en 1899) s'éleva à 48197 francs or, alloués par le ministère du commerce, somme faramineuse à l'époque. Il en restitua une partie au Commissaire de l'exposition universelle.
Hérouin, devenu meunier, est décédé à Pomponne percuté par le train express 2-42, le corps sectionné.